# Elenix
株式会社エレニックス（ELENIX,Ltd）は、神奈川県座間市小松原に本社を置く細穴放電加工機専門メーカー。
代表取締役は石綿朋茂。

## 概要
1985年創業の細穴放電加工機メーカー。　設立当初から純水を利用した装置を中心に展開。　現在は細穴放電加工機の他に創成放電（放電ミーリング）機、プラズマ放電焼結炉(SPS)、レーザー・創成放電ハイブリッド機の製造・販売を行っている。5軸仕様や専用機など、部品加工に適した装置を得意とする。

## 沿革
- 1985年　 5月　創業者石綿紘が神奈川相模原市にエレニックスを設立、汎用細穴放電加工機をメインに開発・製造・販売を開始。
- 1985年　  9月　法人組織に改め、株式会社エレニックスとする
- 1986年　  4月　株式会社アマダにOEM供給開始
- 1991年　11月　神奈川県座間市小松原に本社ビルを開設
- 1991年　12月　NC細穴放電加工機の販売開始
- 2005年　  1月　プラズマ放電焼結炉の販売開始
- 2010年　10月　創成放電（放電ミーリング）加工機の販売開始
- 2014年　  2月　韓国に子会社「エレニックスコリア」設立
- 2016年　11月　レーザー・創成ハイブリッド機の販売開始
- 2018年　  1月　シンガポールに支店を設立「シンガポール支店」
- 2018年　  3月　代表取締役に石綿朋茂が就任
- 2020年　  2月　取引先より装置加工・組立部門の譲渡を受け、白岡市に「埼玉工場」設立
- 2021年　  4月　三菱電機連携モデルの販売開始
- 2022年　  8月　株式会社アマダとのOEM契約終了

## 主力製品
- 細穴放電加工機
- 創成放電加工機
- プラズマ放電焼結炉
- レーザー・創成複合加工機

## 国内拠点
- 本社/工場（神奈川県座間市小松原2-26-18）
- 埼玉工場
- 中部営業・サービス（愛知県）
- 西日本サービスセンターサービス（兵庫県）

## 海外拠点
- シンガポール支店（シンガポール）

## 関連会社
- エレニックスコリア（韓国）

## 加盟工業会
- （社）日本工作機械工業会